# 阿布利 (密歇根州)
阿布利（英語：Ubly）是位於美國密歇根州休倫縣賓厄姆鎮區的一個村。

## 人口
根據2020年美國人口普查的數據，阿布利的面積為3.41平方千米，當中陸地面積為3.41平方千米，而水域面積為0.00平方千米。當地共有人口836人，而人口密度為每平方千米245人。